# Pattinaggio di velocità ai XXIV Giochi olimpici invernali - 3000 m femminile
La gara dei 3000 metri femminile di pattinaggio di velocità dei XXIV Giochi olimpici invernali di Pechino è stata disputata il 5 febbraio 2022 sulla pista del National Speed Skating Oval a partire dalle ore 16:30 (UTC+8). Vi hanno partecipato 20 atlete provenienti da 12 nazioni.
La competizione è stata vinta dalla pattinatrice olandese Irene Schouten, mentre l'argento e il bronzo sono andati rispettivamente all'italiana Francesca Lollobrigida e alla canadese Isabelle Weidemann.

## Record
Prima della competizione il record del mondo e il record olimpico erano i seguenti:
| Record mondiale | 3'52"02 | Martina Sáblíková Rep. Ceca | 9 marzo 2019 Salt Lake City, Stati Uniti     |
| Record olimpico | 3'57"70 | Claudia Pechstein Germania  | 20 febbraio 2002 Salt Lake City, Stati Uniti |

Durante la competizione è stato battuto il seguente record:
| Data       | Evento      | Atleta         | Nazione     | Tempo   | Record          |
| ---------- | ----------- | -------------- | ----------- | ------- | --------------- |
| 5 febbraio | Batteria 10 | Irene Schouten | Paesi Bassi | 3'56"93 | Record olimpico |

## Risultati
| Pos.    | Batteria | Corsia | Atleta                 | Nazione     | Tempo   | Distacco | Note            |
| ------- | -------- | ------ | ---------------------- | ----------- | ------- | -------- | --------------- |
| Oro     | 10       | O      | Irene Schouten         | Paesi Bassi | 3'56"93 | -        | Record olimpico |
| Argento | 10       | I      | Francesca Lollobrigida | Italia      | 3'58"06 | +1"13    |                 |
| Bronzo  | 9        | I      | Isabelle Weidemann     | Canada      | 3'58"64 | +1"71    |                 |
| 4       | 8        | I      | Martina Sáblíková      | Rep. Ceca   | 4'00"34 | +3"41    |                 |
| 5       | 9        | O      | Ragne Wiklund          | Norvegia    | 4'01"44 | +4"51    |                 |
| 6       | 3        | I      | Miho Takagi            | Giappone    | 4'01"77 | +4"84    |                 |
| 7       | 3        | O      | Carlijn Achtereekte    | Paesi Bassi | 4'02"21 | +5"28    |                 |
| 8       | 6        | O      | Antoinette de Jong     | Paesi Bassi | 4'02"37 | +5"44    |                 |
| 9       | 6        | I      | Ayano Satō             | Giappone    | 4'03"40 | +6"47    |                 |
| 10      | 4        | O      | Evgenija Lalenkova     | ROC         | 4'03"42 | +6"49    |                 |
| 11      | 5        | O      | Natalya Voronina       | ROC         | 4'03"84 | +6"91    |                 |
| 12      | 5        | I      | Valérie Maltais        | Canada      | 4'04"27 | +7"34    |                 |
| 13      | 2        | O      | Nadezhda Morozova      | Kazakistan  | 4'04"97 | +8"04    |                 |
| 14      | 8        | O      | Ivanie Blondin         | Canada      | 4'06"40 | +9"47    |                 |
| 15      | 7        | O      | Han Mei                | Cina        | 4'07"74 | +10"81   |                 |
| 16      | 7        | I      | Maryna Zuyeva          | Bielorussia | 4'08"70 | +11"77   |                 |
| 17      | 1        | I      | Adake Ahenaer          | Cina        | 4'12"28 | +15"35   |                 |
| 18      | 4        | I      | Nikola Zdráhalová      | Rep. Ceca   | 4'13"13 | +16"20   |                 |
| 19      | 2        | I      | Mia Kilburg            | Stati Uniti | 4'13"42 | +16"49   |                 |
| 20      | 1        | O      | Claudia Pechstein      | Germania    | 4'17"16 | +20"23   |                 |